# Maison de Hoyos
Pour les articles homonymes, voir Hoyos.
La maison de Hoyos est le nom d'une famille de la noblesse autrichienne.

## Histoire
La famille de Hoyos est d'origine espagnole, du village d'El Hoyo de Pinares, dans la province d'Ávila. On peut la remonter jusqu'au IXe siècle. Juan de Hoyos émigre avec sa famille en 1525 en Basse-Autriche pour être auprès de l'empereur Ferdinand Ier.

## Propriétés
Juan de Hoyos acquiert le château de Stixenstein et les domaines associés. Le château-fort reste une propriété de la famille jusqu'en 1937.
La branche aînée, qui a le titre de comte en 1628, disparaît en 1718.
La branche cadette, qui a le titre de comte en 1674, prend en 1681 le nom de Hoyos-Sprintzenstein à la suite du mariage de Leopold Karl Hoyos et de la comtesse Maria Regina Sprinzenstein qui a des propriétés à Horn, Rosenburg et à Raan ainsi que les châteaux de Kamegg et de Mold. Au XVIIIe siècle, les propriétés des deux branches sont réunies : Gutenstein, le château de Stixenstein, Hohenberg, le château de Persenbeug, Frohsdorf, Drosendorf, Horn et Rosenburg.
Le palais Hoyos (Kärtnerring 5-7) est une propriété de la famille jusqu'en 1895 et est aujourd'hui l'hôtel Bristol. Le palais Hoyos (Landstrasse), construit en 1889 par Otto Wagner, est une propriété de la famille jusqu'en 1957 et accueille aujourd'hui l'ambassade de Serbie. Un autre palais de la famille est le palais Hoyos-Sprinzenstein.
Plusieurs membres de la famille sont encore aujourd'hui en Basse-Autriche : le château de Rosenburg (depuis 1681), le château de Horn (depuis 1681), le château de Drosendorf (depuis 1679), le château de Raan (depuis 1681). Ils sont aussi en Haute-Autriche, au château de Schwertberg avec les ruines du château de Windegg (depuis 1911).

## Héraldique
D'azur à la bande d'argent engoulée de deux têtes de dragons cousues d'or languées et allumées de gueules à la bordure d'hermine.

## Personnalités célèbres
- Alexander von Hoyos (1876–1937), diplomate autrichien pendant la Première Guerre mondiale (Mission Hoyos)
- Antonius Salamanca-Hoyos (ou Anton von Hoyos) (vers 1506, mort en 1551), évêque de Gurk
- Carl Hoyos (1923–2012), psychologue allemand
- Ernst Karl von Hoyos-Sprinzenstein (1830–1903), homme politique autrichien
- Ernst Karl Heinrich Hoyos-Sprinzenstein (1856–1940), explorateur autrichien
- Ferdinand Albrecht von Hoyos, participant au projet du canal du Danube
- Georg Graf von Hoyos, Freiherr zu Stixenstein (1842–1904), industriel
- Hans Hoyos-Sprinzenstein (1923–2010), propriétaire terrien autrichien
- Johann Balthasar von Hoyos (1583–1632), Landmarschall bas-autrichien
- Johann Balthasar II von Hoyos (1626–1681), Landmarschall bas-autrichien
- Johann Ernst Hoyos-Sprinzenstein (1779–1849), Feldmarschall-Leutnant autrichien
- Josef Graf Hoyos-Sprinzenstein (1839–1899), homme politique
- Johann Baptist II de Hoyos (vers 1506–1561), chambellan hispano-autrichien, Feldzeugmeister, fondateur de la famille de Hoyos en Autriche.
- Ladislas de Hoyos (1939-2011), journaliste français
- Leopold Hoyos (1657–1699)
- Marguerite Hoyos (1871–1945), épouse de Herbert von Bismarck
- Markus Hoyos (né en 1960), propriétaire terrien
- Melanie Hoyos (1916–1949), épouse de Gottfried von Bismarck-Schönhausen
- Rudolf von Hoyos-Sprinzenstein (1821–1896), écrivain
- Rudolf Hoyos-Sprinzenstein (1884–1972), homme politique

## Source de la traduction
- (de) Cet article est partiellement ou en totalité issu de l’article de Wikipédia en allemand intitulé « Hoyos (Adelsgeschlecht) » (voir la liste des auteurs).